# Sotschigel
Sotschigel (mongolisch Сочигэл, russisch Сочихэл, chinesisch 速赤格勒, Pinyin sùchìgélè, en.: Sochigel) war eine Frau oder Konkubine von Yesügai, dem Häuptling der Khamag Mongol (Хамаг монгол)-Föderation und Vater von Dschingis Khan. Sochigels Kinder waren Dschingis Khans Halbgeschwister, Behter und Belgutei, welcher später Berater von Dschingis Khan wurde.

## Leben
Über Sotschigels frühes Leben ist wenig bekannt, bis sie Frau von Yesügai wurde. Der Anthropologe Jack Weatherford vermutet, dass Sochigel bereits zum Haushalt von Yesügai gehörte, bevor Hoelun in die Familie kam. Yesügai hatte sie von ihrem Verlobten entführt. Hoelun wurde schnell die Hauptfrau, wodurch ihre Kinder vor den Kindern von Sotschigel erben sollten. Die bekannten Kinder von Hoelun waren Temujin (Dschingis Khan), Qasar, Khachiun und die Tochter Temulun.
1171 starb Yesügei und seine Anhänger verstießen Sotschigel, Hoelun und deren Kinder, vertrieben sie aus ihren Behausungen und trieben ihr gesamtes Vieh fort. Jahre lang lebten die Witwen mit ihren Kindern in völliger Armut, wanderten durch die Steppe und ernährten sich von Wurzeln, Wild und Fisch. Unter diesen Bedingungen kam es zur Ermordung Behters durch seine Halbbrüder Dschingis Khan und Qasar, nachdem Behter und Belgutei ihnen einen Fisch gestohlen hatten.
Die Auswirkungen der Entführung von Hoelun durch Yesügei vor Jahren hatten auch weiterhin Einfluss auf das Leben der Familie. Um 1184 attackieren dreihundert Krieger der Merkit das Camp und Sotschigel, Temujins Verlobte Börte und die Magd Khoakhchin wurden als Rache entführt. Temujin versammelte eine Streitmacht, um insbesondere Börte zu retten; Als alle Frauen gefunden waren, weigerte sich Sotschigel, mit ihnen zurückzukehren und floh in die Taiga. Ihr Sohn Belgutei war über ihre Tat so verärgert, dass er die Merkit bestrafte, indem er die Tötung aller Krieger anordnete, die den Überfall unternommen hatten, deren Frauen und Töchter raubte und sie zwang, Konkubinen oder Dienstmädchen zu werden.

## In der Literatur
Sochigel ist eine Figur im historischen Roman The Tiger Queens. Im Film, Der Mongole (2007), wurde Sotschigel von der Schauspielerin Tunga gespielt.

## Geschichtsschreibung
Im Gegensatz zu Hoelun wird Sotschigels Name in der Geheimen Geschichte der Mongolen nicht erwähnt. Der Ethnologe Lew Gumiljow behauptet, dass Sotschigel nicht mit Temujin zurückkehren wollte, weil sie ihn und den Rest der Familie verraten habe. Gumilyov glaubt, dass Sochigel den Merkit geholfen hatte und, dass sie ihren neuen Mann von den Merkit gern hatte.